# Hertta Kuusinen

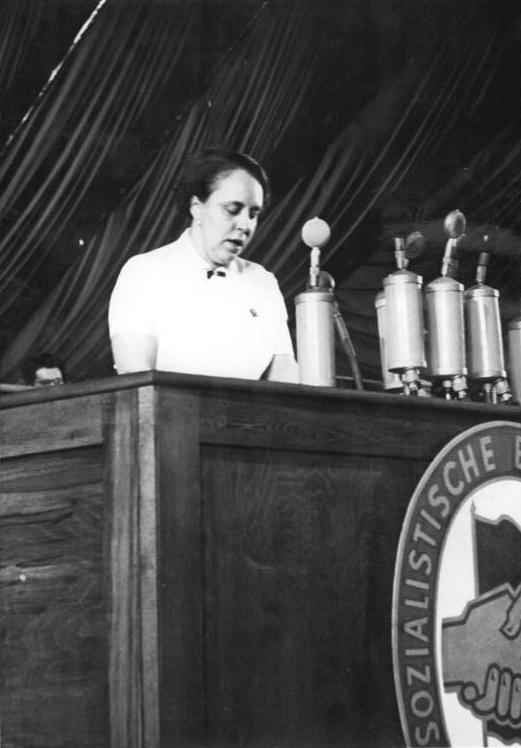
Hertta Kuusinen

Hertta Kuusinen (Luhanka, 14 februari 1904 — Moskou, 18 maart 1974) was een Fins socialistisch politica en de dochter van de communistische leider Otto Ville Kuusinen. 
- Bibsys: 90708756
- Gemeinsame Normdatei: 119019108
- International Standard Name Identifier: 0000 0001 0605 2985
- Library of Congress Control Number: n91108905
- Virtual International Authority File: 52490160
- WorldCat: E39PBJxWYDc3C8Y8FkG4MdDjG3